# LALs
株式会社LALs（ラルス）は、東京都渋谷区にオフィスを置くファッションブランドの運営・プロデュース・ディレクション・コンサルタント等の企画製造販売を中心とした事業を展開する企業。デザイナー・モデル・ネイリストのマネージメント及びプロデュース、ネイルサロン運営、ファッションデザイナー・ネイルアーティスト・ビューティスタイリストの養成も行っている。。

## 沿革
- 2009年1月 - 株式会社LALsを設立。

## 創業者
現代表　坂本秀一
経済や経営に興味があり勉強をしていたが高校三年生の時に急遽ファッションデザインの道を選び美術大学に進学。宝塚造形芸術大学在学中に NDKファッションショーでグランプリほか、数々のデザイン賞を受賞する。 卒業し、リステア（RESTIR）に就職。高級ブランドに囲まれながらデザインをしてきたことにより、繊細でハイエンドな物作りと、色々なテイストのデザインをミックスしたコーディネートが自身のデザインの土台となる。その後、独立し海外ブランドのニナ・リッチ（NINA RICCHI）や大手アパレルの百貨店、ファッションビル系、109系と幅広いターゲットのマーケットを経験する。クリエイトしながらも、元々興味のあった経営に携わるため会社設立の準備をする。そして女性をきれいにするのがコンセプトの株式会社LALsを設立。ネイルサロン『factorygirl』をオープンさせ、ネイルはコーディネートの一部としてネイルでの世界観を表現する。 現在もサザビーリーグのESTNATIONのデザインや世界に展開するホテルのユニフォームデザインなどを請け負いながらクリエイターとして活動している。。

## 展開ブランド
- MARQUE
- MIDASTOUCH
- LALs
- NANAUTSUKI
- FACTORYGIRL
- BANANAKUMAKUMA

## 関連企業
- 株式会社SHEER

## 経営理念
ファッションや美容、ネイルなど女性を綺麗にすることが目的